# 瓦茨瓦夫二世 (萊格尼察)
瓦茨瓦夫二世（波蘭語：Wacław II legnicki，1348年—1419年12月30日），弗羅茨瓦夫主教，瓦茨瓦夫一世之子。瓦茨瓦夫二世的母親是卡齊米日一世的女兒。瓦茨瓦夫二世去世後安葬在教堂。

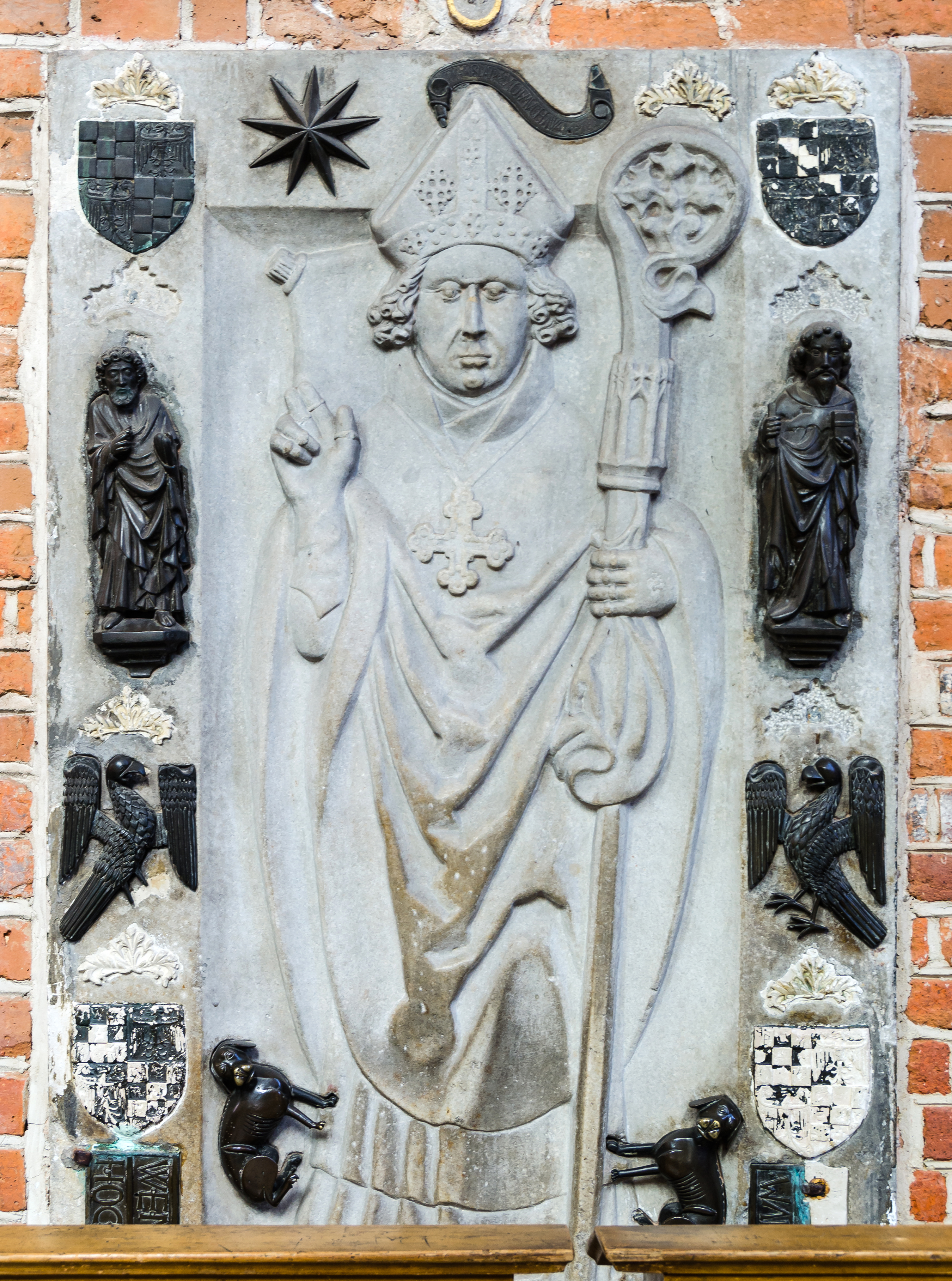
瓦茨瓦夫二世